# Zuzanna Maślana
Zuzanna Maślana (* 1. Mai 2004) ist eine polnische Leichtathletin, die sich auf das Kugelstoßen spezialisiert hat.

## Sportliche Laufbahn
Erste internationale Erfahrungen sammelte Zuzanna Maślana im Jahr 2021, als sie bei den U20-Europameisterschaften in Tallin mit einer Weite von 14,97 m den fünften Platz im Kugelstoßen belegte. Im Jahr darauf gewann sie bei den U20-Weltmeisterschaften in Cali mit 16,06 m die Bronzemedaille und 2023 gewann sie bei den U20-Europameisterschaften in Jerusalem mit 16,90 m die Silbermedaille. Im Jahr darauf verpasste sie bei den Europameisterschaften in Rom mit 16,22 m den Finaleinzug und 2025 schied sie bei den Halleneuropameisterschaften in Apeldoorn mit 16,51 m ebenfalls in der Vorrunde aus. Im Juli belegte sie dann bei den U23-Europameisterschaften in Bergen mit 16,64 m den vierten Platz. Kurz darauf gelangte sie bei den World University Games in Bochum mit 15,79 m auf Rang zehn.
2025 wurde Maślana polnische Hallenmeisterin im Kugelstoßen.